# Gran Premio motociclistico di Cecoslovacchia 1967
Il Gran Premio motociclistico di Cecoslovacchia fu l'ottavo appuntamento del motomondiale 1967.
Si svolse il 23 luglio 1967 presso il circuito di Brno ed erano quattro le classi in programma (125, 250, 350 e 500), le stesse già presenti anche nell'altro gran premio dell'Europa orientale che l'aveva preceduto, il GP della Germania Est.
La giornata fu dominata dai piloti britannici, vincitori in tutte le classi: Mike Hailwood su Honda si impose sia nella 500 che nella 350, Phil Read su Yamaha vinse la 250 e Bill Ivy, anch'egli su Yamaha, la 125.
La vittoria in 350, la quinta della stagione, significò anche per Hailwood la conferma matematica del titolo iridato, l'ottavo della sua carriera.

## Classe 500
Si presentarono al via 23 piloti e di questi 14 furono classificati al termine della gara. Tra i ritirati Mike Duff.

### Arrivati al traguardo
| Pos. | Pilota           | Moto      | Tempo      | Punti |
| ---- | ---------------- | --------- | ---------- | ----- |
| 1    | Mike Hailwood    | Honda     | 1h 06:33.7 | 8     |
| 2    | Giacomo Agostini | MV Agusta | +17" 8     | 6     |
| 3    | John Cooper      | Norton    | +1 giro    | 4     |
| 4    | Gyula Marsovszky | Matchless | +1 giro    | 3     |
| 5    | John Hartle      | Matchless | +1 giro    | 2     |
| 6    | John Dodds       | Norton    | +1 giro    | 1     |
| 7    | Frantisek Srna   | Jawa      |            |       |
| 8    | Billie Nelson    | Norton    |            |       |
| 9    | Kel Carruthers   | Metisse   |            |       |
| 10   | Dan Shorey       | Norton    |            |       |
| 11   | Rodney Gould     | Norton    |            |       |
| 12   | Walter Scheimann | Norton    |            |       |
| 13   | Steve Spencer    | Norton    |            |       |
| 14   | Lewis Young      | Matchless |            |       |

## Classe 350

### Arrivati al traguardo (prime 7 posizioni)
| Pos. | Pilota           | Moto      | Tempo | Punti |
| ---- | ---------------- | --------- | ----- | ----- |
| 1    | Mike Hailwood    | Honda     |       | 8     |
| 2    | Heinz Rosner     | MZ        |       | 6     |
| 3    | Derek Woodman    | MZ        |       | 4     |
| 4    | Gustav Havel     | Jawa      |       | 3     |
| 5    | Alberto Pagani   | Aermacchi |       | 2     |
| 6    | Bohumil Staša    | Jawa      |       | 1     |
| 7    | Giacomo Agostini | MV Agusta |       |       |

## Classe 250

### Arrivati al traguardo (prime 8 posizioni)
| Pos. | Pilota         | Moto      | Tempo     | Punti |
| ---- | -------------- | --------- | --------- | ----- |
| 1    | Phil Read      | Yamaha    | 48' 04" 2 | 8     |
| 2    | Bill Ivy       | Yamaha    | +0" 1     | 6     |
| 3    | Mike Hailwood  | Honda     | +1' 01" 3 | 4     |
| 4    | Ralph Bryans   | Honda     | +1' 04" 2 | 3     |
| 5    | Heinz Rosner   | MZ        | +2' 53" 2 | 2     |
| 6    | Derek Woodman  | MZ        | +5' 13" 3 | 1     |
| 7    | Alberto Pagani | Aermacchi | +5' 43" 9 |       |
| 8    | Ginger Molloy  | Bultaco   | +5' 44" 4 |       |

## Classe 125
Tra i ritirati vi furono Phil Read e Yoshimi Katayama con quest'ultimo che aveva ottenuto il giro più veloce in gara.

### Arrivati al traguardo (prime 8 posizioni)
| Pos. | Pilota           | Moto    | Tempo     | Punti |
| ---- | ---------------- | ------- | --------- | ----- |
| 1    | Bill Ivy         | Yamaha  | 45' 09" 4 | 8     |
| 2    | Stuart Graham    | Suzuki  | +50" 0    | 6     |
| 3    | László Szabó     | MZ      | +4' 45" 4 | 4     |
| 4    | Thomas Heuschkel | MZ      | +1 giro   | 3     |
| 5    | Walter Scheimann | Honda   | +1 giro   | 2     |
| 6    | Jim Curry        | Honda   | +1 giro   | 1     |
| 7    | Bosse Granath    | MZ      | 1 giro    |       |
| 8    | Ginger Molloy    | Bultaco | 1 giro    |       |